# 大沢基隆 (左京大夫)
大沢 基隆（おおさわ もとたか）は、江戸時代後期の高家旗本。通称は陽之助、左京。官位は従五位下・侍従、左京大夫。

## 略歴
大沢基季の次男として誕生した。生母は京極氏の娘。
兄・基靖の早世により、父・基季の嫡子となる。享和元年12月15日（1802年）、11代将軍・徳川家斉に御目見する。文化4年（1807年）8月晦日、部屋住みながら高家見習に召し出される。役料として500俵を支給される。同年11月4日、従五位下・侍従・左京大夫に叙任する。
文化5年12月26日（1809年）、父・基季の死去により家督を相続する。文化6年（1809年）3月26日死去。
養子・基休（弟）らの子女あり。